# Prvi hrvatski katolički sastanak
Prvi hrvatski katolički sastanak je održan u Zagrebu, od 3. do 5. rujna 1900. godine. Prisustvovala mu je većina hrvatskih nadbiskupa i biskupa, a skupom su dominirali zagrebački nadbiskup Juraj Posilović, vrhbosanski nadbiskup Josip Stadler te đakovački biskup Josip Juraj Strossmayer. Predsjedavatelj je bio grof Miroslav Kulmer, a od istaknutih laika sudionici su bili i pl. dr. Šandor Bresztyenszky, dr. Tadija Smičiklas, dr. Fran Vrbanić i drugi. 
U Zagreb je za tu prigodu doputovalo oko 1 200 predstavnika iz Istre, Dalmacije, Bosne i Hercegovine te Slovenije. Zajedno sa Zagrepčanima i gostima iz Banske Hrvatske okupilo se je oko 5 000 sudionika, mahom laika.

## Razlozi održavanja sastanka
Po uzoru na slične skupove održane u drugim katoličkim zemljama krajem 19. stoljeća[nedostaje izvor], i u Hrvatskoj je u Katoličkoj crkvi sazrela ideja da se organizira katolički sastanak (kongres). Krajem 1899. crkveni vrh u Hrvatskoj odlučuje se za održavanje prvoga hrvatskog katoličkog kongresa, kako bi se odredilo i organiziralo katoličko djelovanje. Zagrebački Katolički list je već napravio određenu pripremu, stvarajući ideju o povezanosti katolicizma s domoljubljem.

## Program sastanka
Sastanak je započeo svečanim otvaranjem u Dvorani Hrvatskog sokola, 3. rujna 1900. Radni program se je odvijao iduća dva dana, po sekcijama, koje su raspravljale o ovim temama:
- katolički život,

- karitativna društva,

- odnosi između Crkve i države,

- katolički tisak,

- socijalna pitanja,

- odgoj,

- crkvena umjetnost i

- književnost.

## Održani sastanci i doneseni zaključci
Na Sastanku je prihvaćeno osam rezolucija, od kojih se je posebno isticala ona o laikatu i njegovoj ulozi u javnome životu Hrvatske. U sekciji o katoličkom životu u Hrvata od iznimne je važnosti bilo donijeti određene odluke o laikatu, s obzirom na to da je trebalo ustanoviti smjernice za katolički pokret. Naime laikat je u drugim europskim zemljama bio glavni nositelj takvih pokreta. Rezolucija o laikatu u prvom je redu izrazila mišljenje da bi u srednjim školama, napose u višim razredima gimnazije, valjalo podići razinu vjerskog obrazovanja. Što se tiče sveučilišne mladeži, na prvom je mjestu istaknuta težnja da se na sveučilištu osnuje katedra za kršćansku filozofiju.
Od izuzetne važnosti bio je i rad sekcije o katoličkom tisku te Rezolucija o katoličkom tisku, u kojoj se od katoličkog tiska traži da ubuduće bude prožet pravim kršćanskim i rodoljubnim hrvatskim duhom, zahtijevajući od kršćanskih listova da pobijaju sve ono što je u suprotnosti s učenjem Crkve. Bezbožne novine su osuđene i dana je preporuka da se ne čitaju. Hrvatsko pak novinstvo je pozvano na slogu i međusobnu ljubav. U raspravi se je govorilo i o svjetovnom, liberalnom tisku, kao onom koji je i »narodno« loš. Pri raspravi u sekciji o katoličkom tisku bilo je čak predloženo da se imenuju konkretni protuvjerski listovi, ali to nije prihvaćeno. Najvažniji sudionik u raspravi bio je dr. Ivan Ružić. On je kao glavni govornik razložio:
Vidjevši dakle, koliko je pogubna bezvjerska štampa, nameće nam se kao pravim kršćanima, katolicima, dužnost, ne samo da ne širimo i ne podupiremo takovu štampu, nego da na ustuk bezvjerskoj štampi širimo, podupiremo i preporučujemo katoličku štampu.
Dobra, kršćanskim duhom prožeta štampa je čvrst bedem i obrana suprot laži i krivim naucima. Njoj je svrha, da dade izražaja pravim potrebama naroda i tako vrši mjerodavan upliv na javno mnijenje.
Jednom riječi: hrvatska katolička štampa mora biti ujedno hrvatska narodna štampa prožeta duhom narodnosti. Crkvena povijest bjelodano svjedoči, kako narodna moć doprinosi crkvenoj moći. Tu se govori o tome da bi se i crkveni tisak trebao baviti svjetovnim temama, tj. domoljubnim, gledano u najširem smislu, političkim. Izražena je u raspravi i potreba za osnivanjem hrvatskoga katoličkog političkog glasila. Budući da se je zagrebački kanonik Stjepan Korenić, urednik Katoličkog lista protivio toj ideji, to nije prihvaćeno.
Na završnoj plenarnoj sjednici pročitani su svi zaključci koje su donijele pojedine sekcije, a koji su trebali biti usmjerenje za daljnju katoličku aktivnost. Izabran je i Središnji odbor Drugoga hrvatskog katoličkog sastanka, do kojeg nije nikada došlo.
Važnost Prvoga hrvatskog katoličkog sastanka bila je u tome što je on bio prvi ozbiljniji znak manifestativnoga katoličkog buđenja kod Hrvata, prema uzoru na takva zbivanja u tadašnjim europskim zemljama[nedostaje izvor]. Bio je to idejni početak kasnijega Hrvatskog katoličkog pokreta, čiji je inicijator bio krčki biskup Antun Mahnić, također sudionik Prvoga hrvatskog katoličkog sastanka. Odlučujuća je za PHKS činjenica da je to bila prva afirmacija političkog katolicizma u Hrvatskoj. Nastojanje da katoličko učenje postane pokretačka snaga svih hrvatskih društvenih i nacionalnih vrijednosti došlo je do izražaja u svim kongresnim izlaganjima i raspravama, a uočljivo je i u kongresnim odlukama, prije svega u rezolucijama o odnosu Crkve i države, o odgoju, o lijepoj književnosti, o katoličkom tisku i o socijalnom pitanju. Pritom nije naodmet ponoviti da je zamisao o tome da se cjelokupna hrvatska društvena stvarnost uskladi s učenjem Katoličke crkve, koju je od sredine devedesetih godina Stjepan Korenić uporno i odlučno zagovarao u Katoličkom listu, bila potpuno u skladu s nastojanjem tadašnjih papa, odnosno s idejom o rekristijanizaciji modernoga društva, koje bi se aktivnošću Katoličke crkve postupno trebalo preoblikovati u kršćansko društvo.
Jedna od konkretnijih posljedica PHKS-a bilo je osnivanje Hrvatske poljodjelske banke, u Zagrebu, 1901., u vlasništvu Crkve, a koja je trebala davati povoljne zajmove poljoprivrednicima i sitnim obrtnicima.

## Vanjske poveznice
- PHKS  Arhivirana inačica izvorne stranice od 14. srpnja 2010. (Wayback Machine)

- Rezolucije PHKS-a  Arhivirana inačica izvorne stranice od 14. srpnja 2010. (Wayback Machine)

- Svi dokumenti u cijelosti - proglas o sazivanju i rezolucije  Arhivirana inačica izvorne stranice od 31. svibnja 2011. (Wayback Machine)